# Đỗ Thị Lan
Đỗ Thị Lan (sinh ngày 17 tháng 11 năm 1967) là một nữ chính trị gia người Việt Nam. Bà hiện là Phó Chủ nhiệm Ủy ban Về các vấn đề xã hội của Quốc hội, đại biểu Quốc hội Việt Nam khóa 15 nhiệm kì 2021-2026, thuộc đoàn đại biểu Quốc hội tỉnh Quảng Ninh. Bà trúng cử đại biểu Quốc hội năm 2016 ở đơn vị bầu cử số 3, tỉnh Quảng Ninh gồm có thành phố Móng Cái và các huyện: Vân Đồn, Cô Tô, Tiên Yên, Đầm Hà, Hải Hà, Bình Liêu, Ba Chẽ.

## Xuất thân
Đỗ Thị Lan quê quán ở xã Chương Dương, huyện Thường Tín, thành phố Hà Nội.
Bà hiện cư trú ở Số nhà 30, tổ 2, khu 4, phường Bãi Cháy, thành phố Hạ Long, tỉnh Quảng Ninh.

## Giáo dục
- Giáo dục phổ thông: 10/10
- Cử nhân Luật
- Thạc sĩ Quản trị kinh doanh
- Cao cấp lí luận chính trị

## Sự nghiệp
Bà gia nhập Đảng Cộng sản Việt Nam vào ngày 7/9/1994.
Bà từng là đại biểu hội đồng nhân dân tỉnh Quảng Ninh khóa 12 (2011-2016).
Bà từng là đại biểu Quốc hội Việt Nam khóa 12 (2007-2011) tỉnh Quảng Ninh, kiêm Ủy viên Ban chấp hành Đảng ủy cơ quan Dân chính Đảng tỉnh, Bí thư Đảng ủy cơ quan, Phó Chủ tịch Liên đoàn lao động tỉnh Quảng Ninh, làm việc ở Liên đoàn lao động tỉnh Quảng Ninh..
Khi ứng cử đại biểu Quốc hội Việt Nam khóa 14 vào tháng 5 năm 2016 bà đang là Tỉnh ủy viên, Bí thư
Huyện ủy Ba Chẽ, Phó Trưởng ban Kinh tế Ngân sách Hội nhân dân tỉnh Quảng Ninh, làm việc ở Huyện ủy
Ba Chẽ, tỉnh Quảng Ninh, có bằng cao cấp lí luận chính trị.
Bà đã trúng cử đại biểu Quốc hội năm 2016 ở đơn vị bầu cử số 3, tỉnh Quảng Ninh gồm có thành phố Móng Cái và các huyện: Vân Đồn, Cô Tô, Tiên Yên, Đầm Hà, Hải Hà, Bình Liêu, Ba Chẽ, được 165.734 phiếu, đạt tỷ lệ 69,43% số phiếu hợp lệ.
Bà nguyên là Ủy viên Ban thường vụ tỉnh ủy, Trưởng Đoàn chuyên trách Đoàn đại biểu Quốc hội tỉnh Quảng Ninh, Ủy viên Ủy ban Về các vấn đề xã hội của Quốc hội.
Ngày 1 tháng 5 năm 2020, Ủy ban Thường vụ Quốc hội điều động bà Đỗ Thị Lan, Ủy viên Ban Thường vụ Tỉnh ủy Quảng Ninh, Trưởng Đoàn đại biểu Quốc hội chuyên trách tỉnh Quảng Ninh về công tác tại Ủy ban Về các vấn đề xã hội của Quốc hội và phê chuẩn giữ chức vụ Ủy viên Thường trực Ủy ban Về các vấn đề xã hội của Quốc hội khóa XIV, kể từ ngày 1/5/2020.
Tháng 7 năm 2021, bà được bầu làm Phó Chủ nhiệm Ủy ban Về các vấn đề xã hội của Quốc hội.
Bà đang làm việc ở Ủy ban Về các vấn đề xã hội của Quốc hội.